# Nereis izukai
Nereis izukai är en ringmaskart som beskrevs av Toru Okuda 1939. Nereis izukai ingår i släktet Nereis och familjen Nereididae. Inga underarter finns listade i Catalogue of Life.